# تمیستو (قمر)
تمیستو (ماه)(به انگلیسی: Themisto)، یکی از ماه‌های مشتری است ابعاد آن ۸ کیلومتر، جرم آن ۰٫۰۶۹ ×۱۰۱۶ کیلوگرم و نیم‌قطر بزرگ آن ۷ ۳۹۳ ۲۱۶ کیلومتر است.این ماه در سال ۱۹۷۵ کشف شد.